# Channel Zero
Channel Zero è una serie televisiva antologica statunitense del 2016 creata da Nick Antosca e trasmessa dal network Syfy a partire dall'11 ottobre 2016. Dal 1º novembre 2019 la serie è in onda anche in Italia sulla piattaforma Starzplay.

## Trama

### Prima stagione:Candle Cove
La vicenda ruota intorno all'ossessione del protagonista Mike Painter, un affermato psicologo infantile, su di un misterioso programma televisivo per bambini andato in onda negli anni ottanta ed intitolato Candle Cove. Convinto che il cartone infantile abbia avuto un ruolo predominante nella sparizione di suo gemello Eddie e di altri bambini dal 1988 in poi, Mike torna nei luoghi della giovinezza alle prese con nuovi crimini alla ricerca di risposte.

### Seconda stagione:No-End House
La Casa-Senza-Fine è una bizzarra casa dell'orrore composta da sei differenti stanze una più spaventosa dell'altra. Una volta visitate, la protagonista Margot Sleator, tornata a casa, si rende conto che tutto è cambiato, a cominciare dal suo enigmatico e apparentemente perfetto padre John.

### Terza stagione:Butcher’s Block
Trasferitasi in una nuova città, la giovane Alice comincia ad indagare con la sorella Zoe su una serie di misteriose sparizioni connesse ad alcune dicerie riguardanti delle scalinate situate nei luoghi più impervi.

### Quarta stagione:The Dream Door
Tratta dal racconto Hidden Door di Charlotte Bywater, la storia ruota intorno Jillian e Tom, neo-sposi con dei segreti non confessati. Quando scoprono una misteriosa porta nello scantinato della propria casa, il loro passato misterioso comincia a mettere in pericolo le loro esistenze.

## Genesi e sviluppo
Le storie sono tratte dal genere popolare di letteratura on-line denominato Creepypasta. La prima stagione, annunciata nel 2015, è basata sul racconto Candle Cove dello scrittore web e disegnatore Kristofer Straub. Tutti i sei episodi sono stati diretti da Craig William Macneill. 
La seconda stagione, si basa invece sul racconto The No-End House di Brian Russell ed è stata diretta da Steven Piet. La prima puntata è andata in onda il 20 settembre 2017. 
Il 10 febbraio 2017 Syfy ha annunciato il rinnovo della serie per una terza e quarta stagione.
Il 16 gennaio 2019 il creatore Nick Antosca ha reso noto che la serie non è stata rinnovata concludendosi dopo 4 stagioni.

## Episodi
| Stagione         | Episodi | Prima TV originale | Prima TV Italia |
| ---------------- | ------- | ------------------ | --------------- |
| Prima stagione   | 6       | 2016               | 2019            |
| Seconda stagione | 6       | 2017               | 2019            |
| Terza stagione   | 6       | 2018               | 2019            |
| Quarta stagione  | 6       | 2018               | 2019            |

## Personaggi e interpreti

### Prima stagione
- Mike Painter, interpretato da Paul Schneider
- Marla Painter, interpretata da Fiona Shaw
- Amy Welch, interpretata da Luisa D'Oliveira
- Jessica Yolen, interpretata da Natalie Brown
- Gary Yolen, interpretato da Shaun Benson
- Eddie Painter, interpretato da Luca Villacis
- Lily Painter, interpretata da Abigail Pniowsky
- Mrs. Booth, interpretata da Marina Stephenson Kerr
- Il bambino-dente, interpretato da Cassandra Consiglio

### Seconda stagione
- Margot Sleator, interpretata da Amy Forsyth
- John Sleator, interpretato da John Carroll Lynch
- Jules, interpretata da Aisha Dee
- Seth, interpretato da Jeff Ward
- Margot Sleator a 11 anni, interpretata da Summer H. Howell
- Allison Koja, interpretata da Kyla Kane
- Corrine Sleator, interpretata da Kim Huffman
- Tamara, interpretata da Echo Porisky

## Accoglienza
La serie ha sin da subito ricevuto recensioni lusinghiere: sul sito Metacritic ottiene un punteggio pari a 75, mentre su Rotten Tomatoes arriva al 92% di gradimento.